# Jean-Luc Bubert
Jean-Luc Bubert (* 1979 in Lüdenscheid) ist ein deutscher Schauspieler.

## Leben
Bubert wuchs in seiner Heimatstadt Lüdenscheid und zeitweise in Belgien auf. Seine Mutter kommt aus Belgien; seine Großmutter ist Französin. Er machte zunächst eine Frisörausbildung, die er mit dem Gesellenbrief abschloss. Er besuchte von 2001 bis 2002 die Zürcher Hochschule der Künste und absolvierte anschließend von 2002 bis 2005 sein Schauspielstudium an der Folkwang Universität der Künste in Bochum.
In der Spielzeit 2005/06 trat er am Schauspielhaus Bochum in der Shakespeare-Komödie Ein Sommernachtstraum (Regie: Thomas Dannemann) in den Rollen Theseus und Oberon auf, wofür er 2005 mit dem Folkwangpreis in der Kategorie „Darstellende Kunst“ ausgezeichnet wurde. Von 2006 bis 2008 war er am Schauspielhaus Düsseldorf engagiert, wo er mit Regisseuren wie Sebastian Baumgarten, Alexander Cröngen, Stefan Bachmann, Thomas Schulte-Michels und Luk Perceval arbeitete.	
Ab der Spielzeit 2008/09 war er bis zum Ende der Spielzeit 2016/17 festes Ensemblemitglied am Münchner Volkstheater. Dort spielte er zahlreiche Haupt- und Nebenrollen des klassischen und modernen Bühnenrepertoires. Sein Hausdebüt hatte er dort im September 2008 als Fausts Verführer Mephisto in Faust I in einer Inszenierung und Bühnenfassung von Simon Solberg. Zu seinen weiteren Rollen dort gehörten u. a. Prinz Leonce in Leonce und Lena (2009, Regie: Hanna Rudolph), König Claudius in Hamlet (2009, Regie: Christian Stückl), McMurphy in Einer flog über das Kuckucksnest (2011, Simon Solberg), Werschinin in Drei Schwestern (2012, Regie: Thomas Dannemann), Robespierre in Dantons Tod (2012, Regie: Christian Stückl), der Zauberkönig in Geschichten aus dem Wienerwald (2013, Regie: Christian Stückl), Brutus in Julius Cäsar (2013, Regie: Csaba Polgár), Kasimir in Kasimir und Karoline (2015, Regie: Hakan Savaş Mican) und der Klosterbruder in Nathan der Weise (2015, Regie: Christian Stückl).
In der Spielzeit 2013/14 verkörperte Bubert, an der Seite von Lenja Schultze als übergewichtige Braut Sophie, den bayerischen König Ludwig II. in der Uraufführung des Liederabends „Ludwig II.“ auf der Kleinen Bühne des Münchner Volkstheaters. Die Inszenierung stand bis März 2016 weiterhin auf dem Spielplan. In der Spielzeit 2015/16 übernahm er am Münchner Volkstheater die männliche Hauptrolle Frank in Lars Noréns Theaterstück Dämonen.
2016 erhielt Bubert den AZ-Stern der Münchner Abendzeitung in der Kategorie „Bester Schauspieler“ (Schauspieler des Jahres).
Bubert steht seit 2006 auch regelmäßig für das Kino und diverse TV-Produktionen vor der Kamera. Sein Kinodebüt hatte er in der Filmkomödie Nichts geht mehr (2007) von Florian Mischa Böder, eine „ironische Geschichte über aufbegehrende junge Erwachsene ohne politische Ideale“, in der er August, den älteren von zwei Brüdern verkörperte, der seine Heimatstadt Bochum aufmischen will und gemeinsam mit seinem jüngeren Bruder Konstantin (Jörg Pohl) über Nacht die wichtigsten Verkehrsampeln der Stadt schwärzt. In Sönke Wortmanns Kinofilm Sommerfest (2017) spielte er den Makler in einer kurzen Szene mit dem Hauptdarsteller Lucas Gregorowicz.
In dem Filmdrama Zappelphilipp, das im Dezember 2012 auf Das Erste erstausgestrahlt wurde, hatte Bubert, an der Seite von Bibiana Beglau, eine Nebenrolle als fußballspielende „Kneipenbekanntschaft“ Jarek. Im Münchner Polizeiruf 110: Sumpfgebiete (TV-Premiere: November 2016) war er der Kiffer und Marihuana anpflanzende „Hobby-Gärtner“ Norbert Böhm.
Außerdem hatte er Episodenrollen in den Fernsehserien Klinik am Alex (2012), Notruf Hafenkante (2015, als hochverschuldeter Investment-Banker und Anlagenberater Sebastian Ulmke, der mit seinem Sohn nach Dänemark abhauen will), SOKO München (2017, als „Lover“ Gunnar Markwart, mit Stephanie Eidt als Partnerin) und Hubert und Staller   (2018, als Stefan Haider, ein Schwerkrimineller aus Wien). In der 17. Staffel der ZDF-Serie SOKO Köln (2019) übernahm Bubert eine der Episodenrollen als tatverdächtiger Architekt, dessen Bauleiter getötet wurde.
Bubert lebt in Köln.

## Filmografie (Auswahl)
- 2007: Nichts geht mehr (Kinofilm)
- 2012: Klinik am Alex: Liebe geht durch den Magen (Fernsehserie, eine Folge)
- 2012: Zappelphilipp (Fernsehfilm)
- 2014: Tatort: Das verkaufte Lächeln (Fernsehreihe)
- 2015: Notruf Hafenkante: Wo ist Papa? (Fernsehserie, eine Folge)
- 2016: Polizeiruf 110: Sumpfgebiete (Fernsehreihe)
- 2016: LenaLove (Kinofilm)
- 2017: SOKO München: Querschnitt (Fernsehserie, eine Folge)
- 2017: Sommerfest (Kinofilm)
- 2018: Hubert und Staller: Zu gut für diese Welt (Fernsehserie, eine Folge)
- 2018: Kindergarten (Kurzfilm)
- 2019: Wintermärchen (Kinofilm)
- 2019, 2024: SOKO Köln: Richtfest, Ming Pilz (Fernsehserie, zwei Folgen)
- 2019: Der Krieg und ich (Kinder- und Jugendreihe)
- 2019: Väter allein zu Haus: Mark (Fernsehreihe)
- 2019: Wir wären andere Menschen (Fernsehfilm)
- 2020: Heldt: Bochum Boys (Fernsehserie, eine Folge)
- 2020: Tatort: Ich hab im Traum geweinet (Fernsehreihe)
- 2020: Marie Brand und die falschen Freunde (Fernsehreihe)
- 2020: Morden im Norden: Aus gutem Hause (Fernsehserie, eine Folge)
- 2020: Friesland: Gegenströmung (Fernsehreihe)
- 2021: Tatort: Wie alle anderen auch (Fernsehreihe)
- 2021: In aller Freundschaft – Die jungen Ärzte: Klarheit (Fernsehserie, eine Folge)
- 2021: Glück (Kinofilm)
- 2021: Ein starkes Team: Sterben auf Probe (Fernsehreihe)
- 2021: Die Chefin: Trugbild (Fernsehserie, eine Folge)
- 2021: Das Leben ist kein Kindergarten – Umzugschaos (Fernsehreihe)
- 2021: Das Weiße Haus am Rhein (Fernsehzweiteiler)
- 2022: Nord bei Nordwest – Wilde Hunde (Fernsehreihe)
- 2022: Tatort: Borowski und die große Wut
- 2023: WaPo Duisburg: Die Kranführerin (Fernsehserie, eine Folge)
- 2024: Unter anderen Umständen: Dominiks Geheimnis (Fernsehreihe)
- 2024: SOKO Hamburg: Luiz’ Tod (Fernsehserie, eine Folge)
- 2024: Der Staatsanwalt: Flussfahrt in den Tod (Fernsehserie, eine Folge)
- 2025: Tatort: Das Ende der Nacht
- 2025: Tatort: Feuer